# 클레안테스

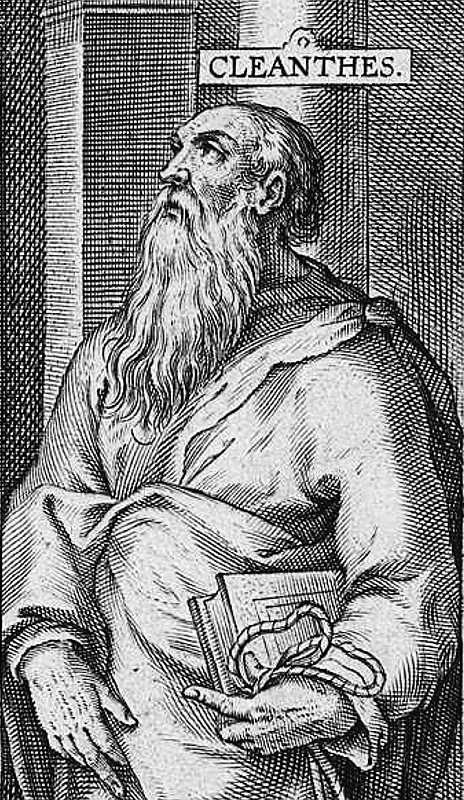

클레안테스(고대 그리스어: Κλεάνθης, 기원전 331년 - 232년)는 고대 그리스 스토아 학파의 창시자 제논의 후계자이자 철학자이다. 소아시아의 아소스 출신으로 물 긷는 노동을 하면서 제논의 강의를 듣고 후일 그의 후계자가 되었다. 제논의 사후, BC 262년 클레안테스는 스토아 학파의 태두(泰斗)가 되어, 32년 동안 그 지위를 유지했다. 그는 철학을 변증학, 수사학, 윤리학, 정치학, 자연학, 신학 등 6개 분야로 나누었다. 스토아의 신학자(神學者)라고 일컬어져, 신과 자연을 동일시하는 발상은 그에 의해 확립되었다고 한다. 특히 시(詩) 형태로 사상을 전개하는 것을 장기로 하여 《제우스 찬가(讚歌)》가 전승(傳承)되고 있다.

## 추가 문헌
- Hume, David, Dialogues Concerning Natural Religion, in which "Cleanthes" is a character
- Pearson, A., Fragments of Zeno and Cleanthes, (1891). Greek/Latin fragments with English commentary.
- Thom, J., Cleanthes' Hymn to Zeus: Text, Translation, and Commentary. Mohr Siebeck. (2005). ISBN 3-16-148660-9.

## 같이 보기
- 데이비드 흄